# John R. Cobb

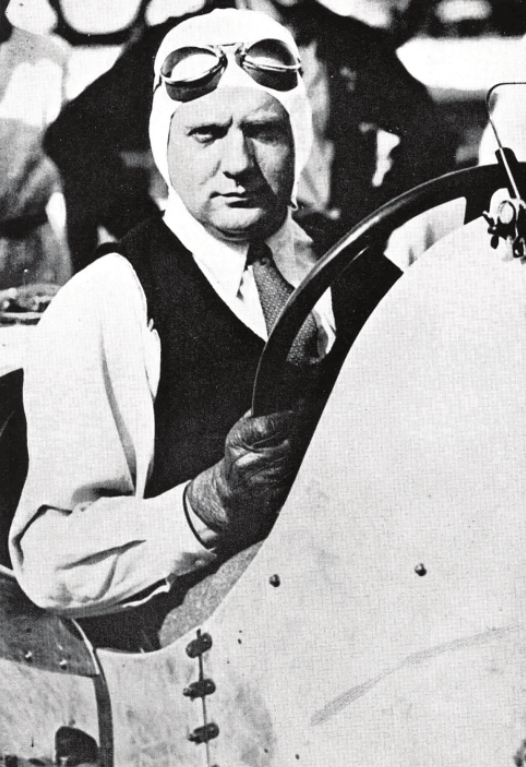
John Cobb, 1935

John Rhodes Cobb (* 2. Dezember 1899 in Esher, Grafschaft Surrey; † 29. September 1952 auf Loch Ness) war ein britischer Rennfahrer.

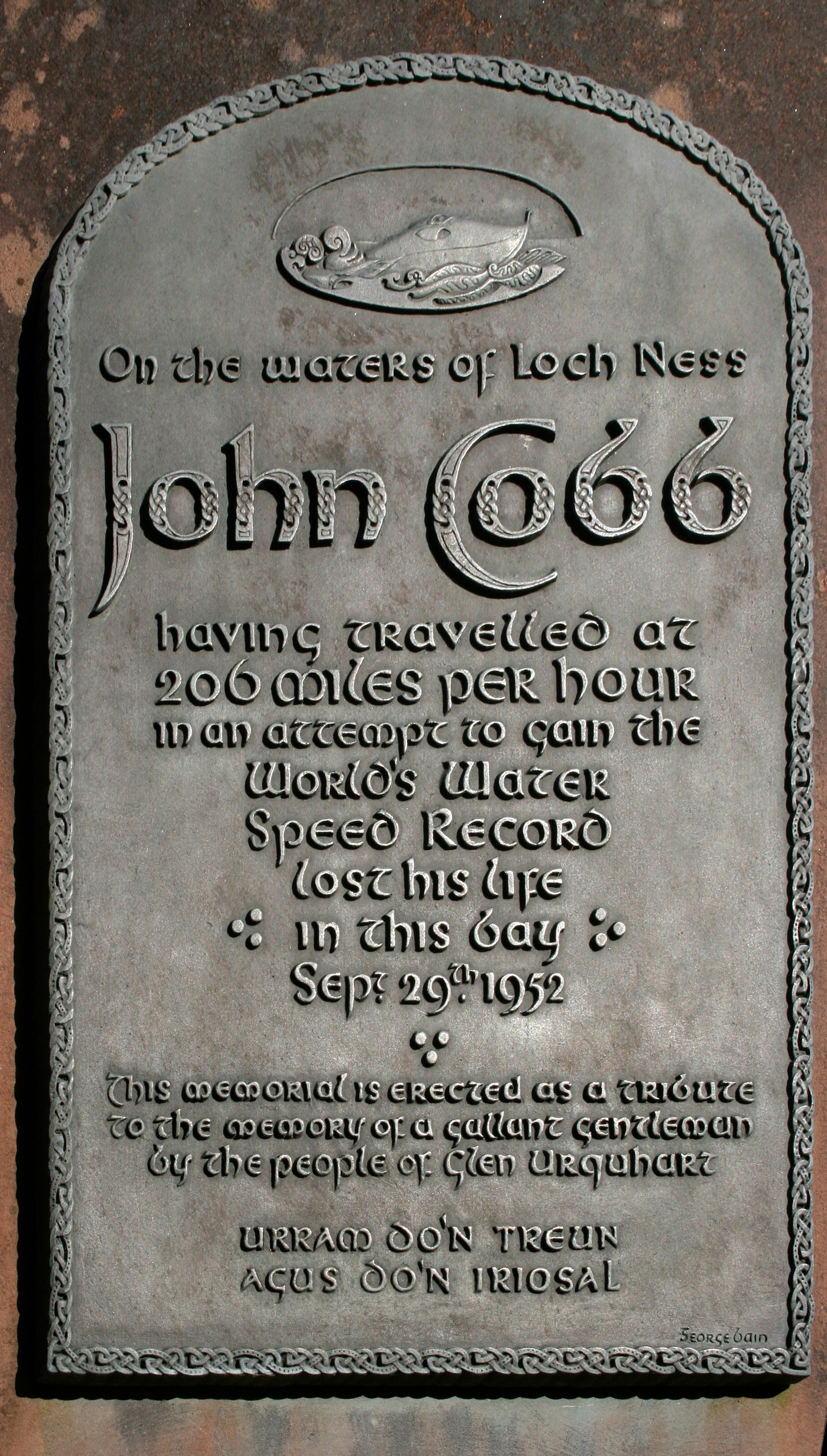
Gedenkstein für John Cobb

## Bekannt als „Honest John“
Nach seiner Ausbildung in Eton und Trinity Hall trat der Sohn des Londoner Pelzhändlers Rhodes H. Cobb in das elterliche Gewerbe ein. Vor dem Zweiten Weltkrieg war er durch die Regierung der Sowjetunion beauftragt, den jährlich dort anfallenden Bestand an Pelzen zu verkaufen. Er wurde Direktor der Pelzmaklerfirma Anning, Chadwick & Kiver Ltd. und Vize-Geschäftsführer der Falkland Islands Company Ltd.
Cobb war ein leidenschaftlicher Motorsportler und ein talentierter Testfahrer, der alle Eigenheiten eines von ihm gefahrenen Fahrzeugs registrierte, an den Konstrukteur weitergab und so die Perfektionierung des Wagens vorantreiben konnte. Er galt als wortkarg, als jemand, der eher Taten sprechen ließ und wegen seiner verbindlichen Umgangsformen anerkannt wurde. Es wurde gesagt, die spiegelglatte Oberfläche eines Sees mit optimalen Bedingungen konnte ihn nicht zu einem Rekordversuch mit dem Rennboot  verleiten, wenn der Lärm die Anwohner in der Sonntagsruhe gestört hätte. Der britische Motor-Journalist „Sammy“ Davis, Verfasser einer Cobb-Biographie, meinte, er konnte Cobb zum Essen einladen, man unterhielt sich gut, nur hinterher wusste er kaum mehr über ihn als zuvor.

## Lieblingsort Brooklands-Rennstrecke – „Outer Circuit“
Bei Cobbs Rekordversuchen konnte es geschehen, dass „The Queen Mother“ vorbeischaute, um Erfolg zu wünschen. Eine Popularität bei den Massen wie etwa bei seinem Rennfahrerkollegen Malcolm Campbell hat es bei Cobb nie gegeben. Beide verband die Brooklands-Rennstrecke, die gleichzeitig auch für Meinungsverschiedenheiten anlässlich ihres Verkaufs sorgte. Cobb fuhr dort einen kettengetriebenen 10-Liter-Wagen von Fiat und den Delage Type DH, der René Thomas 1924 bei Arpajon zum Aufstellen des Weltrekords gedient hatte. Er erkundete die sehr unebene Strecke sehr genau und konnte mit ausgleichenden Fahrmanövern das Schleudern und damit Zeitverluste vermeiden. Am 7. Oktober 1935 stellte er in Brooklands mit einem von Reid Railton (1895–1977) entworfenen und von Thomson & Taylor gebauten Napier-Railton einen Rundenrekord von 143,44 mph (230,84 km/h) auf. Nachdem er gegen Campbell auch auf der Großen Salzwüste gewonnen hatte, war er Inhaber aller Automobilweltrekorde von einer bis zu 24 Stunden.

## Duell in Bonneville mit George Eyston
Zum Kräftemessen mit Campbell kam es in Utah nicht mehr, Campbell gab sich damit zufrieden, dass der Rekord in britischen Händen blieb. Konkurrenz erschien aber in Person von George Eyston, mit dem Cobb trotz der Rivalität eine echte Freundschaft verband – später war er auch Manager von Cobbs Rennboot-Projekt Crusader. In zwei Läufen legte Eyston mit seinem achträdrigen Thunderbolt die Messlatte gleich ein Stück höher: 345,58 mph waren nun zu überbieten. Auf seinem Railton Special brach John Cobb aber am 15. September 1938 auf den Bonneville Salt Flats erstmals den Landgeschwindigkeitsrekord mit 350,19 mph (563,58 km/h). Er verbesserte dort am 23. August 1939 den Wert auf 367,91 mph (592,09 km/h). Das Fahrzeug besaß zwei eiswassergekühlte Flugzeugmotoren, die unter einer käferförmigen Aluminiumhaut auf einem S-förmig gebogenen Rahmen saßen und unabhängig voneinander jeweils auf die Vorder- und Hinterachse wirkten. Der Windkanal des National Physical Laboratory in Teddington hatte zur Erprobung von Modellen der Karosserie gedient. Die Alu-Hülle war derart empfindlich, dass Cobb beim Einsteigen über ein quergelegtes Brett in die Fahrerkanzel kletterte, um sie nicht zu beschädigen. Speziell die nur 0,5 mm dicke Gewebeschicht der Reifen stellte hohe Anforderungen an den Fahrer, da einerseits schnell beschleunigt werden sollte, andererseits die Reifen nicht durchdrehen durften. Mangels Schwungrad und Kupplung blieben die Motoren bei jedem Gangwechsel stehen.
Kurz vor dem Zweiten Weltkrieg konnte der Rennfahrer Hans Stuck Unterstützer für seine Rekordambitionen finden. 1938/39 wurde der Mercedes-Benz T 80 gebaut, der bei Dessau auf einem zehn Kilometer langen Autobahnabschnitt hätte gefahren werden sollen; wegen des Kriegsausbruchs kam es jedoch nicht mehr dazu. Von 1939 bis 1943 diente Cobb in der Royal Air Force, und von 1943 bis 1945 war er Frachtpilot der British Air Transport Auxiliary. 1947 heiratete er Elizabeth Mitchell-Smith. Nach ihrem Tod im Jahr 1948 heiratete er 1950 Vera Victoria Henderson (1917–2007).
Seinen eigenen Rekord übertraf er 1947 mit 394,19 mph (634,39 km/h). Das Fahrzeug hieß nun Railton Mobil Special, hatte eine Vorrichtung, die beim Wechsel der drei Gänge die Motoren am Laufen hielt, und von Dunlop kamen völlig neu entwickelte Reifen. Dass Cobb nicht auch die 400-Meilen-Grenze in Angriff nahm, lag an bald einsetzenden kräftigen Regenfällen; auch so hatte der Rekord länger Bestand als je ein anderer zuvor. Erstmals schneller unterwegs war auf der Salzpiste anschließend Mickey Thompson, 1960 auf dem Challenger I mit 406 mph, jedoch nur in eine Richtung – kein Rekord. Definitiv gelang es Craig Breedlove 1963, der Landgeschwindigkeitsrekorde wurden jetzt von Fahrzeugen mit Strahltriebwerk aufgestellt. Bob Summers nahm Cobb 1965 mit dem Goldenrod auch den Titel für radgetriebene Fahrzeuge mit Hubkolbenmotor ab.

## Neue Herausforderung auf dem Wasser
Der Erfolg des Railton Mobil Special hing an Napier-Lion-Motoren, eine damals bereits mehr als 30 Jahre alte Konstruktion aus dem Ersten Weltkrieg. Ganz anders wies bei Cobbs neu gewähltem Betätigungsfeld auf dem Wasser der Antrieb in die Zukunft: ein Strahltriebwerk. Hielt auch der Amerikaner Stanley Sayres mit der Slo-Mo-Shun IV den Rekord mit 178,49 mph, bot sich obendrein die Möglichkeit, Malcolm Campbell zu übertreffen, der in den letzten Lebensjahren erfolglos mit seinem Goblin-Turbine-bestückten Blubird-Boot herumlaboriert hatte. Mit einem großen personellen und materiellen Einsatz setzte John Cobb sich jedoch selbst stark unter Druck. Beim Versuch, auf Loch Ness den Geschwindigkeitsweltrekord auf dem Wasser mit seinem von Reid Railton konzipierten, von Peter Du Cane konstruierten und von Vosper & Company gebauten Hydroplane Crusader aufzustellen, verunglückte er bei einer Geschwindigkeit von über 200 mph (320 km/h) tödlich. Das mit einem Strahltriebwerk „de Havilland Ghost“ ausgestattete Boot hatte zwei Ausleger mit Gleitkufen am Heck und einen Gleitschuh am Bug. Es hatte bereits bei den Tests Schwächen gezeigt: Der vorne angebrachte Gleitschuh schien nicht über die nötige Festigkeit zu verfügen und verformte sich. Cobb wollte deshalb nicht über 190 mph hinausgehen und den bestehenden Rekord so nur knapp überbieten. Offenbar waren aber vom Boot der Zeitnehmer verursachte Wellen der Grund für das Unglück.